# Пентей
Пентей, також Пенфей (грец. Πενθέας]) — фіванський володар, син Ехіона й Кадмової дочки Агави.
Відомий настороженим ставленням до принесеного дідом до Фів культу Діоніса — можливо під впливом батька, фіванського аристократа, «спарта» Ехіона. Зрештою, Пентея під час оргії на горі Кітерон розірвали вакханки, серед яких була його власна матір, Агава, яка в хмільній нестямі не зрозуміла, що вбиває власного сина.
Міф опрацювали Евріпід у трагедії «Вакханки» та Есхіл у трагедії «Пентей або Вакханки» (не збереглася).